# Thereva semirufa
Thereva semirufa är en tvåvingeart som beskrevs av Krober 1912. Thereva semirufa ingår i släktet Thereva och familjen stilettflugor. Inga underarter finns listade i Catalogue of Life.